# 2211/4、2212/3次列车

2211/4、2212/3次旅客列车是中国铁路曾运行于广东省省会广州至广东省粤西地区湛江市之间的一对普速旅客列车，最初是开行于三茂铁路全线通车后。该车的开行结束了湛江与省会广州之间无直通列车的历史，为湛江首对对始发进穗列车，由广铁集团三茂铁路肇庆客运事业部广湛车队负责客运任务。列车连续7年被铁道部评为“红旗列车”。列车沿广三铁路、三茂铁路、河茂铁路、黎湛铁路运行。其中广州站至湛江站使用车次为2211/4次；湛江站至广州用车次为2212/3次。

## 历史
早在20世纪50年代黎湛铁路修通之际，湛江便有了铁路，随后更是相继开行了多趟旅客列车。但是长年以来，湛江与省会广州由于没有铁路链接而无法开行直通列车。1991年三茂铁路建成通车后，湛江方得列车抵穗，最初為281/284、282/283次直快,後來改為2211/4、2212/3次列车。

## 车次

### 广州至湛江方向
广三铁路、三茂铁路上均为下行，使用2211次；河茂铁路上为上行，使用2214次；黎湛铁路上为下行，使用2211次

### 湛江至广州方向
黎湛铁路上为上行，使用2212次；河茂铁路上为下行，使用2213次；广三铁路、三茂铁路上均为上行，使用2212次

## 车底套跑
因三茂公司车底不足，该车与茂名东至广州的5423／5424次套跑，执行顺序为茂名东出库，开5424次-2211/4次-2212/3次-5423次，茂名东入库。

## 停运
2004年12月5日，粤海铁路开通旅客列车。原2211/4、2212/3次列车停运。 

## 事故
2002年2月19日深夜至次日凌晨，湛江至广州的2212次列车运行到廉江及化州区间时，因严重超员而压制车轮弹簧，致使列车中途停车，晚点一个小时。

## 争议
- 随着无缘于中国铁路多次提速，以及广东省公路汽车运输业之发展，2211/4、2212/3次列车运营速度之慢引起了争议，柳州铁路局以为2211/4、2212/3次列车快不起来的主要原因在于河茂线，然而河茂线为单线铁路难而列入铁路提速改造计划。但是广铁集团旗下的同为单线的三茂铁路却已进行了多次提速。[8]

2003年10月1日,三茂铁路公司宣布自即日起2211次列车全程缩短1小时17分，2212次维持不变。 
- 至2004年，琼州海峡铁路轮渡已建成投产年有余，然而迟迟不开办客运业务。时有传闻表示2211/4、2212/3次列车将延长至海口，后被证伪。[11]
- 2211/4、2212/3次列车停运后，湛江市区便不再拥有前往广州的列车，对湛江居住于市区的民众造成了不便，直至2016年5月调图新增了湛江至汕头的K1590/1 K1592/89次列车，湛江市中心再度有列车直达广州市中心，反向亦然[12]。但是由于K1590/1 K1592/89次列车在2017年5月调图时取消，至今（2019年5月）湛江往来广州市中心的普速列车由原南宁始发改为湛江始发的K1231/4 K1232/3次列车担当，同时湛江市中心也有了直达深圳市（布吉）的普速列车服务。